# Fabiol Rexhepi
Fabiol Rexhepi (sinh 18 tháng 12 năm 1991 ở Shkodër) là một cầu thủ bóng đá Albania hiện tại thi đấu cho Besëlidhja Lezhë ở Giải bóng đá hạng nhất quốc gia Albania.